# ドゥエイン・ラドウィック
ドゥエイン・ラドウィック（Duane Ludwig、1978年8月4日 - ）は、アメリカ合衆国コロラド州デンバー出身の元男性キックボクサー、ムエタイ選手、総合格闘家。ラドウィック・マーシャルアーツ/バン・ムエタイ主宰。元ISKAムエタイ世界ライトミドル級王者。元TKO世界ライト級王者。
K-1などの打撃系格闘技と、総合格闘技のどちらもこなすオールマイティーな選手。

## 来歴
15歳でムエタイを始め、キックボクシングでは48戦43勝（9KO）の戦績を持つ。
2002年5月11日、K-1 WORLD MAX 2002 〜世界一決定戦〜の1回戦で魔裟斗と対戦し、0-3の判定負け。
2003年1月25日、UCC世界ライト級王座決定戦でジェンス・パルヴァーと対戦し、右ストレートでKO勝ちを収め王座獲得に成功した。
2003年4月25日、UFC初出場となったUFC 42で須藤元気と対戦し、3-0の判定勝ち。
2003年7月5日、K-1 WORLD MAX 2003 〜世界一決定トーナメント〜に出場。1回戦で武田幸三に2R左フックでKO勝ちするも、準決勝でアルバート・クラウスに3R左フックでKO負け。
2004年4月7日、K-1 WORLD MAX 2004 〜世界一決定トーナメント開幕戦〜の1回戦でジョン・ウェイン・パーと対戦し、0-3の判定負け。
2004年5月22日、K-1 ROMANEXでBJ・ペンと対戦し、肩固めで一本負け。
2005年7月20日、K-1 WORLD MAX 2005 〜世界一決定トーナメント決勝戦〜のスーパーファイトでラモン・デッカーと対戦。1Rに1度ずつダウンを奪われ、0-3の判定負け。
2006年1月16日、Ultimate Fight Night 3でジョナサン・グレと対戦し、1R11秒でTKO勝ち。しかし、「11秒という時間はタイムキーパーの計測ミスであり、実際に試合が終了したのはレフェリーが割って入った6秒の時点、本来はラドウィックが（当時の）UFC史上最短KO記録の持ち主である」という見解がファンの間で広がり、記録の修正を求めるオンライン署名運動が行われた。そして2011年のクリスマスイブにUFC代表のダナ・ホワイトがラドウィックに電話で、UFCがラドウィックを最短KO記録の持ち主と認定したことを伝えた。しかしネバダ州アスレチック・コミッションは公式記録を変更することを拒否した。
2006年10月7日、Strikeforce: Tank vs. Buentelloでジョシュ・トムソンと対戦し、フロントチョークで一本負け。
2008年3月5日、戦極旗揚げ戦戦極 〜第一陣〜で五味隆典と対戦。1Rに左フックでダウンを奪われ、顔面からの出血によるドクターストップでTKO負け。

### UFC復帰
2010年1月2日、4年ぶりのUFC参戦となったUFC 108でジム・ミラーと対戦し、腕ひしぎ十字固めで一本負け。3月21日のUFC on Versus: Vera vs. Jonesではダレン・エルキンスと対戦したが、1ラウンド開始間もなく左足首を大きく捻って骨折したため、TKO負けとなった。
2010年10月、自身の総合格闘技ジム「ラドウィック・マーシャルアーツ」を開設した。
2011年8月14日、UFC Live: Hardy vs. Lytleでアミール・サダローと対戦し、判定勝ちを収めた。
2012年9月29日、UFC on Fuel TV 5でチェ・ミルズと対戦し、テイクダウンをディフェンスしようとした際に膝の靭帯を断裂しTKO負け。試合後に現役引退を表明した。
2012年12月、チーム・アルファメールのヘッドコーチに就任。チーム・アルファメールがWorld MMA Awardsで2013年と2014年に2年連続でジム・オブ・ザ・イヤーに選ばれた最盛期を支え、また自身も2013年と2014年に2年連続でコーチ・オブ・ザ・イヤーに選ばれた。
2014年5月、UFC 173の大会後にチーム・アルファメールを離れ、自身のジム「バン・ムエタイ」での指導に専念した。

## 戦績

### 総合格闘技
| 総合格闘技 戦績 | 総合格闘技 戦績 | 総合格闘技 戦績 | 総合格闘技 戦績 | 総合格闘技 戦績 | 総合格闘技 戦績 | 総合格闘技 戦績 |
| --------------- | --------------- | --------------- | --------------- | --------------- | --------------- | --------------- |
| 35 試合         | (T)KO           | 一本            | 判定            | その他          | 引き分け        | 無効試合        |
| 21 勝           | 10              | 6               | 5               | 0               | 0               | 0               |
| 14 敗           | 7               | 6               | 1               | 0               | 0               | 0               |

| 勝敗 | 対戦相手                                   | 試合結果                         | 大会名                                                      | 開催年月日     |
| ×    | チェ・ミルズ                               | 1R 2:28 TKO（左膝の負傷）        | UFC on Fuel TV 5: Struve vs. Miocic                         | 2012年9月29日  |
| ×    | ダン・ハーディー                           | 1R 3:51 KO（グラウンドの肘打ち） | UFC 146: dos Santos vs. Mir                                 | 2012年5月26日  |
| ×    | ジョシュ・ニアー                           | 1R 3:04 ギロチンチョーク         | UFC on FX 1: Guillard vs. Miller                            | 2012年1月20日  |
| ○    | アミール・サダロー                         | 5分3R終了 判定3-0                | UFC Live: Hardy vs. Lytle                                   | 2011年8月14日  |
| ○    | ニック・オシピチェック                     | 5分3R終了 判定2-1                | UFC 122: Marquardt vs. Okami                                | 2010年11月13日 |
| ×    | ダレン・エルキンス                         | 1R 0:44 TKO（左足首の負傷）      | UFC on Versus: Vera vs. Jones                               | 2010年3月21日  |
| ×    | ジム・ミラー                               | 1R 2:31 腕ひしぎ十字固め         | UFC 108: Evans vs. Silva                                    | 2010年1月2日   |
| ○    | ライアン・ロバーツ                         | 1R 2:05 ギブアップ（パンチ連打） | Ring of Fire 36: Demolition                                 | 2009年12月4日  |
| ×    | ライル・ビアボーム                         | 1R 4:27 ブルドッグチョーク       | Strikeforce Challengers 2                                   | 2009年6月19日  |
| ○    | イーブス・エドワーズ                       | 5分3R終了 判定3-0                | Strikeforce: Destruction                                    | 2008年11月21日 |
| ○    | サム・モーガン                             | 1R 2:01 TKO（膝蹴り→パウンド）   | Strikeforce: Payback                                        | 2008年10月3日  |
| ×    | 五味隆典                                   | 1R 2:28 TKO（ドクターストップ）  | 戦極 〜第一陣〜                                             | 2008年3月5日   |
| ○    | マリオ・ステイペル                         | 1R 1:50 KO（パンチ）             | Ring of Fire 30: Domination                                 | 2007年9月15日  |
| ×    | ポール・デイリー                           | 2R 0:42 TKO（パウンド）          | Strikeforce: Shamrock vs. Baroni                            | 2007年6月22日  |
| ○    | 熊澤伸哉                                   | 2R 4:32 肩固め                   | Ring of Fire 28: Evolution                                  | 2007年2月16日  |
| ○    | トニー・フリックランド                     | 2R 3:37 TKO（膝蹴り）            | Strikeforce: Triple Threat                                  | 2006年12月8日  |
| ×    | ジョシュ・トムソン                         | 2R 4:36 フロントチョーク         | Strikeforce: Tank vs. Buentello                             | 2006年10月7日  |
| ×    | タイソン・グリフィン                       | 1R 3:57 TKO（パウンド）          | Strikeforce: Revenge                                        | 2006年6月9日   |
| ○    | ジェイソン・パラチオス                     | 1R 4:56 腕ひしぎ十字固め         | International Freestyle Fighting 1                          | 2006年5月6日   |
| ○    | 原田敏克                                   | 1R 1:44 KO（パンチ連打）         | Ring of Fire 21: Full Blast                                 | 2006年2月11日  |
| ○    | ジョナサン・グレ                           | 1R 0:11 TKO（右ストレート）      | Ultimate Fight Night 3                                      | 2006年1月16日  |
| ×    | サム・モーガン                             | 1R 0:52 KO（パンチ連打）         | Ring of Fire 16: No Limit                                   | 2005年4月9日   |
| ×    | BJ・ペン                                   | 1R 1:45 肩固め                   | ROMANEX 格闘技世界一決定戦                                  | 2004年5月22日  |
| ○    | 須藤元気                                   | 5分3R終了 判定3-0                | UFC 42: Sudden Impact                                       | 2003年4月25日  |
| ○    | ジェンス・パルヴァー                       | 1R 1:13 KO（右ストレート）       | UCC 12: Adrenaline 【UCC世界ライト級王座決定戦】            | 2003年1月25日  |
| ○    | トーマス・デニー                           | 1R 4:18 ギブアップ（膝蹴り）     | Shogun 1                                                    | 2001年12月15日 |
| ○    | レッセン・メッサー                         | 1R TKO（パンチ連打）             | Gladiator Challenge 5: Rumble in the Rockies                | 2001年8月19日  |
| ○    | チャールズ・"クレイジー・ホース"・ベネット | 2R 2:38 ギブアップ（疲労）       | KOTC 10: Critical Mass                                      | 2001年8月4日   |
| ○    | シーザー・モレノ                           | 1R 3:58 KO（パンチ連打）         | Gladiator Challenge 4: Collision at Colusa                  | 2000年6月24日  |
| ×    | エリック・ペイン                           | 1R 0:35 チョークスリーパー       | Ring of Fire 2: Trial By Fire 【ROFライト級タイトルマッチ】 | 2001年2月10日  |
| ×    | ケリー・デュランティ                       | 5分3R終了 判定0-3                | KOTC 6: Road Warriors                                       | 2000年11月29日 |
| ○    | シャド・スミス                             | 1R 3:08 TKO（タオル投入）        | KOTC 4: Gladiators                                          | 2000年6月24日  |
| ○    | ジェイソン・マックスウェル                 | 5分2R終了 判定0-3                | KOTC 3: Knockout Nightmare                                  | 2000年4月15日  |
| ○    | アール・リトルページ                       | 1R ギブアップ（パンチ連打）      | Aspen Slammer                                               | 2000年2月25日  |
| ○    | デビッド・イバラ                           | 1R 4:15 KO（ハイキック）         | KOTC 2: Desert Storm                                        | 2000年2月5日   |

### キックボクシング
| 勝敗 | 対戦相手                   | 試合結果                  | 大会名                                                                    | 開催年月日     |
| △    | フェルナンド・カレロス     | 3R終了 判定0-0            | K-1 WORLD GP 2006 in LAS VEGAS II                                         | 2006年8月12日  |
| ×    | レミー・ボンネル           | 3R終了 判定0-3            | K-1 WORLD GP 2005 in LAS VEGAS II                                         | 2005年8月13日  |
| ×    | ラモン・デッカー           | 3R終了 判定0-3            | K-1 WORLD MAX 2005 〜世界一決定トーナメント決勝戦〜 【スーパーファイト】  | 2005年7月20日  |
| ×    | フジ・チャルムサック       | 1R 1:15 KO（膝蹴り）      | 新日本キックボクシング協会「TITANS 1st」                                  | 2004年11月6日  |
| ○    | ウィリアム・ディンダー     | 3R+延長R終了 判定3-0      | K-1 WORLD MAX 2004 〜世界王者対抗戦〜                                     | 2004年10月13日 |
| ○    | セルカン・イルマッツ       | 3R終了 判定3-0            | K-1 WORLD MAX 2004 〜世界一決定トーナメント〜 【リザーブファイト】        | 2004年7月7日   |
| ×    | ジョン・ウェイン・パー     | 3R終了 判定0-3            | K-1 WORLD MAX 2004 〜世界一決定トーナメント開幕戦〜 【1回戦】             | 2004年4月7日   |
| ○    | マライペット・サシプラパー | 5R終了 判定3-0            | Ring of Fire 11: Bring it On 【ISKAムエタイ世界ライトミドル級王者決定戦】 | 2004年1月10日  |
| ○    | 松本哉朗                   | 2R 2:12 TKO（タオル投入） | K-1 WORLD MAX 2003 〜世界王者対抗戦〜                                     | 2003年11月18日 |
| ×    | アルバート・クラウス       | 3R 1:33 KO（左フック）    | K-1 WORLD MAX 2003 〜世界一決定トーナメント〜 【準決勝】                  | 2003年7月5日   |
| ○    | 武田幸三                   | 2R 0:46 KO（左フック）    | K-1 WORLD MAX 2003 〜世界一決定トーナメント〜 【1回戦】                   | 2003年7月5日   |
| ×    | 魔裟斗                     | 3R終了 判定0-3            | K-1 WORLD MAX 2002 〜世界一決定戦〜 【1回戦】                             | 2002年5月11日  |
| ○    | オーレ・ローセン           | 延長R終了 判定            | K-1 WORLD MAX U.S.A. 2002 【決勝】                                        | 2002年3月15日  |
| ○    | メルビン・マーリー         | 2R TKO                    | K-1 WORLD MAX U.S.A. 2002 【1回戦】                                       | 2002年3月15日  |
| ×    | アレックス・ゴング         | 判定                      | K-1 WORLD GP 2001 世界地区予選U.S.A.大会                                  | 2001年5月5日   |

## 獲得タイトル
- WKAムエタイ全米スーパーミドル級王座（2000年）
- ISKAムエタイ世界ライトミドル級王座（2001年）
- IMTC北米スーパーミドル級王座（2001年）
- K-1 WORLD MAX U.S.A. 2002 優勝（2002年）
- 第2代UCC世界ライト級王座（2003年）

## 表彰
- World MMA Awards コーチ・オブ・ザ・イヤー（2013年、2014年）
- World MMA Awards ジム・オブ・ザ・イヤー（2013年、チーム・アルファメール）
- Yahoo! Sports トレーナー・オブ・ザ・イヤー（2013年）